# Шиколова, Хелена
Хе́лена Ши́колова (в замужестве — Ба́латкова; чеш. Helena Šikolová (Balatková); род. 25 марта 1949, Яблонец-над-Нисоу, Либерецкий край) — чехословацкая лыжница, бронзовая медалистка Олимпийских игр в Саппоро. Мать лыжницы Хелены Эрбеновой и тёща известного лыжника Лукаша Бауэра.

## Карьера
На Олимпийских играх 1972 года в Саппоро, завоевала бронзовую медаль в гонке на 5 км, эта медаль стала первой медалью, завоеванной представителями Чехословакии в лыжных гонках на Олимпийских играх. Кроме того на тех играх она стала 7-й в гонке на 10 км и 6-й в эстафете.
Лучшим результатом спортсменки на чемпионатах мира, является 4-е место в гонке на 10 км на чемпионате мира-1970 в Высоких Татрах.